# Wikipedia Scanner
Wikipedia Scanner (WikiScanner) er et lille programværktøj af Virgil Griffith, der tilbyder brugere af Wikipedia søgning i en database som fører anonyme Wikipedia-redigeringer tilbage til de organisationer hvor disse redigeringer tilsyneladende oprindeligt kom fra. Dette gøres via de blokke af IP-adresser som sådanne store organisationer råder over.
Associated Press oplyser at Griffith ville skabe PR-problemer for virksomheder og organisationer han ikke kunne lide. 
 "...to create minor public relations disasters for companies and organizations I dislike."

## Eksempler på afsløringer
- I følge New York Times 31/8 2007 har en hollandsk prins indrømmet at have sminket wikiartiklen om sin kone. [4]